# ORP Piorun (G65)
O ORP Piorun foi um contratorpedeiro operado pela Marinha de Guerra Polonesa e um membro da Classe N. Sua construção começou em julho de 1939 na John Brown & Company e foi lançado ao mar em maio do ano seguinte como o HMS Nerissa para a Marinha Real Britânica. Ele foi emprestado para a Polônia em outubro e comissionado em novembro. Era armado com seis canhões de 120 milímetros e cinco tubos de torpedo de 533 milímetros, tinha um deslocamento de mais de duas mil toneladas e conseguia alcançar uma velocidade máxima de 36 nós.
O Piorun entrou em serviço no meio da Segunda Guerra Mundial e passou a maior parte do conflito escoltando comboios pelo Oceano Atlântico. Ele participou em maio de 1941 da caça e ataque ao couraçado alemão Bismarck. Também teve breves períodos de serviço no Mar Mediterrâneo, primeiro em setembro de 1941 e depois entre julho e novembro de 1943. A partir de maio de 1944 começou a atuar em suporte para os Desembarques da Normandia, realizando patrulhas do Canal da Mancha e da Baía da Biscaia. Quando a guerra terminou e 1945 o navio estava em manutenção.
O contratorpedeiro foi devolvido para o controle britânico em agosto de 1946 e renomeado para HMS Noble, pois seu antigo nome tinha sido dado a outra embarcação. Ele foi colocado imediatamente na Frota de Reserva da Marinha Real, permanecendo atracado em Harwich, Sheerness, Chatham e por fim Hartlepool. Foi selecionado para conversão em uma fragata anti-submarino, porém esses trabalhos nunca foram realizados e o Noble foi tirado de serviço em maio de 1955. Alguns meses depois foi vendido como sucata e foi desmontado a partir de dezembro do mesmo ano.